# Maria Jacoba de Turenne
Maria Jacoba de Turenne (Den Haag, ca. 1666 - begr. Maastricht, 8 juni 1736) was een Nederlandse soldaat. Ze werd bekend omdat ze de hoofdrol speelde in een, ook voor die tijd, bijzonder proces over een crime passionel met een happy end.
Maria Jacoba de Turenne leerde rond 1688 Jacob Nijpels uit Maastricht kennen. Uit medelijden om zijn armoede leende zij hem wat geld. Toen Nijpels steeds terugkeerde, besloot het stel zich te verloven, maar De Turenne wilde pas trouwen als Nijpels twee jaar in het leger dienst had gedaan. Toen Nijpels vanuit het leger liet weten dat hij daar contact had met 'lichtzinnige vrouwen' verbrak De Turenne de verloving. Ze kwam hier echter op terug en verloofde zich opnieuw met Nijpels. Tijdens een wandeling in het Haagse Bos verkrachtte Nijpels zijn verloofde, maar ook deze keer vergaf De Turenne hem.
Omdat haar omgeving haar niet begreep en om dichter bij haar verloofde te kunnen zijn, nam ze als man verkleed dienst in hetzelfde regiment als Nijpels. Ze werd ontmaskerd en wegens travestie veroordeeld tot een gevangenisstraf. Na drie dagen werd ze alweer vrijgelaten. De Turenne probeerde nog vijfmaal soldaat te worden maar iedere keer mislukte dat. 
In 1689 raakte De Turenne zwanger van Nijpels maar hij weigerde met haar te trouwen. Toen De Turenne Nijpels betrapte met een andere vrouw, besloot ze hem te vermoorden. Ze kocht een pistool maar dat ging niet af. Vervolgens stak ze Nijpels met een mes meer. Nijpels overleefde de aanslag. De Turenne werd vervolgd voor poging tot moord. Maar De Turenne klaagde Nijpels aan voor het onteren van haar en voor het niet nakomen van een huwelijksbelofte. Toen De Turenne die laatste rechtszaak won, trouwde ze op 2 februari 1690 met Nijpels. Enkele maanden later, op 2 september 1690, werd ze voor poging tot moord veroordeeld tot zes jaar gevangenisstraf. Ze was inmiddels bevallen van een zoon. Ze ging in hoger beroep en werd op op 30 september 1690 alsnog vrijgesproken onder de belofte dat zij en haar man zich voortaan als goede echtgenoten zouden gedragen.
Na de dood van Jacob Nijpels trouwde Maria Jacoba de Turenne met Simon Nijpels, derdegraads familielid van haar overleden eerste echtgenoot. 

## Bekendheid
Het bijzondere leven van Maria Jacoba de Turenne is meerdere malen opgetekend. Een beschrijving is te vinden in het boek Maria Jacoba de Turenne : een jonge vrouw "gedesguiseert in mans cleederen" In het Staatse Leger 1688-1689 van Marja Volbeda.
In 1888 werd ze opgenomen in het boek Nederlandsche vrouwen in dienst van Mars van  Frederic Adolph Hoefer, een verzameling van heldhaftige vrouwen, die in het verleden bijgedragen hebben aan de verdediging van Nederland. Waarschijnlijk zijn haar krijgsverrichtingen echter overdreven.
In de 21e eeuw werd ze opgenomen in het Digitale Vrouwenlexicon van Nederland, waarin informatie staat over de opmerkelijkste vrouwen uit de geschiedenis van Nederland en de overzeese gebiedsdelen.